# Надвратная церковь

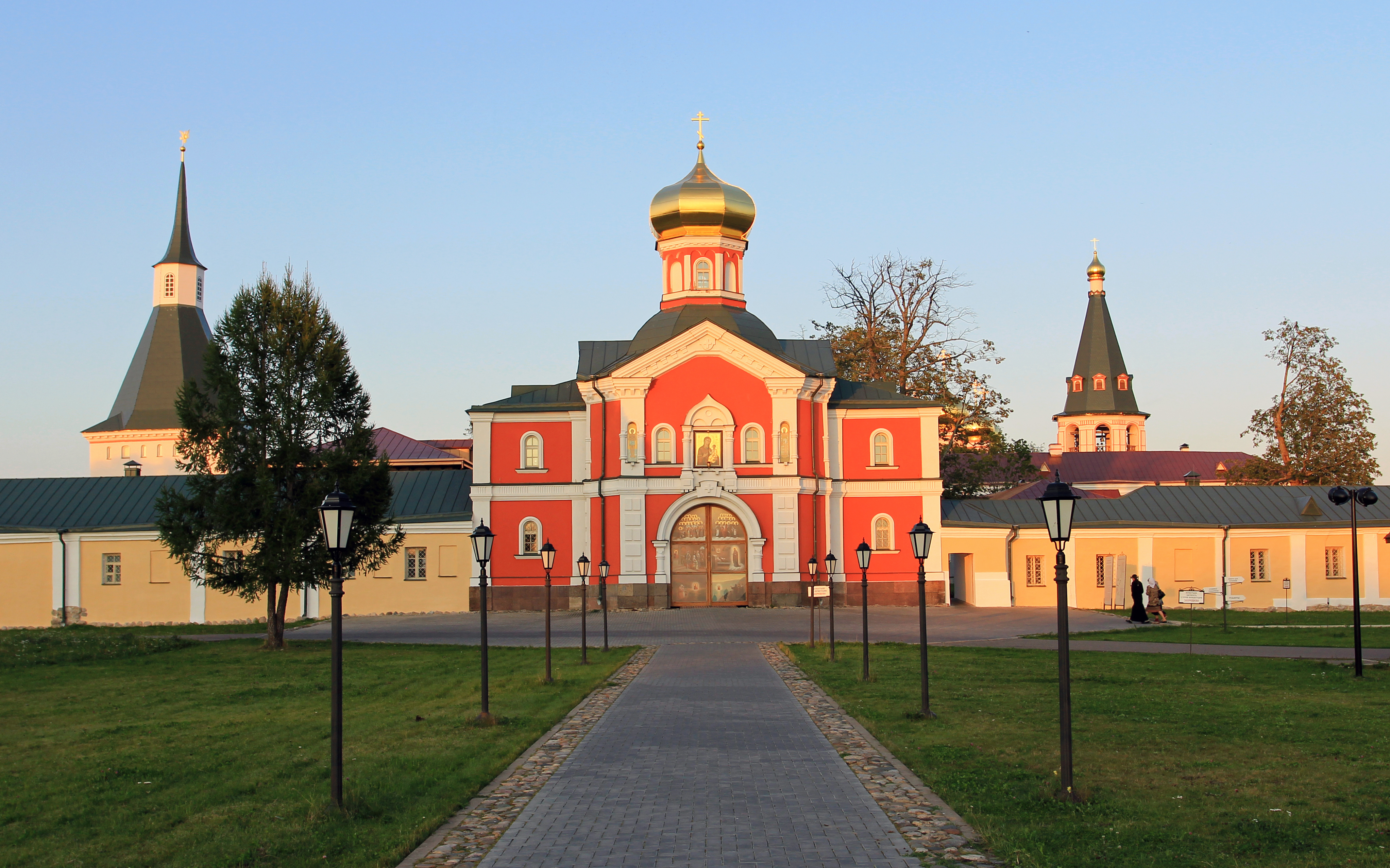
Надвратная церковь Филиппа Валдайского Иверского монастыря

Надвра́тная це́рковь — церковь над крепостными воротами, одно из уникальных архитектурных явлений в Древней Руси, характерная примета монастырского и церковного зодчества. Один из видов культового зодчества на Руси, когда традицией становилось возведение часовни или храма над городскими воротами или главным входом в монастырь. В традиционном русском городе (монастыре) надвратная церковь имела сакральный смысл, обозначая соответствие и свидетельство триумфа христианства, указывала на типический иконический аналог Небесного Града как связи земного и небесного миров.

## Описание
Православные иконы устанавливались над воротами, ведущими в город. Затем на этом месте сооружались часовни, церкви, храмы или монастыри. Помимо оборонительной функции, культовые сооружения приобретали сакральное значение, призывая высшие силы защищать город, «создавая городское священное пространство (иеротопию)». Надвратные церкви сооружались над главными воротами каменной ограды и, как правило, соотносились с понятием «святые врата». 

## История
Во время строительства городских стен часто над воротами располагались православный образ святой иконы в виде самой иконы, её изображения или мозаики с ликами святых, которые «охраняли» городские ворота. Архитектурный приём возведения городских ворот с изображением над ними святого лика, который затем развивался в надвратные культовые сооружения в виде часовен, церквей и монастырей, освящающих вход в город, был характерным архитектурным приёмом в Древней Руси. Специалист по древнерусской архитектуре В. П. Выголов отмечает, что в нём отражалась самобытность древнего зодчества и самостоятельный путь его развития.
Первые свидетельства о строительстве надвратных храмов на Руси известны с XI века. Архитектурная традиция продолжалась вплоть до завершения того периода, когда древнерусское зодчество перешагнуло рубеж XVII–XVIII веков. Она сохранялась и в последующие периоды: в XVIII–XIX веках над воротами церковных комплексов (городские стены, кремли и крепости, монастыри, архиерейские дворы) возникают надвратные церкви, которые строились не только как культовые сооружения, но и несли оборонительную, а также сакральную функции. Множество культовых сооружений России имеют надвратную церковь: Данилов монастырь, Донской монастырь, надвратный храм Рождества Иоанна Предтечи над главным входом в Троице-Сергиеву Лавру, Зачатьевский монастырь, Ростовский кремль, Новоиерусалимский монастырь, Свято-Троицкий Селенгинский монастырь, Псково-Печерский монастырь, Спасо-Прилуцкий монастырь, надвратная церковь Страстного монастыря, Знаменская церковь в Ярославле и т. д.
Один из самых ранних примеров — надвратная церковь Благовещения над главными Золотыми воротами «Ярославова города», которая была построена около 1037 года.

В лето 6545. Заложи Ярославъ городъ великый, у него же града суть Златая врата… и посемъ церковь на Золотыхъ воротехъ святыя Богородица благовещенье — Повесть временных лет.

Примеры надвратных церквей
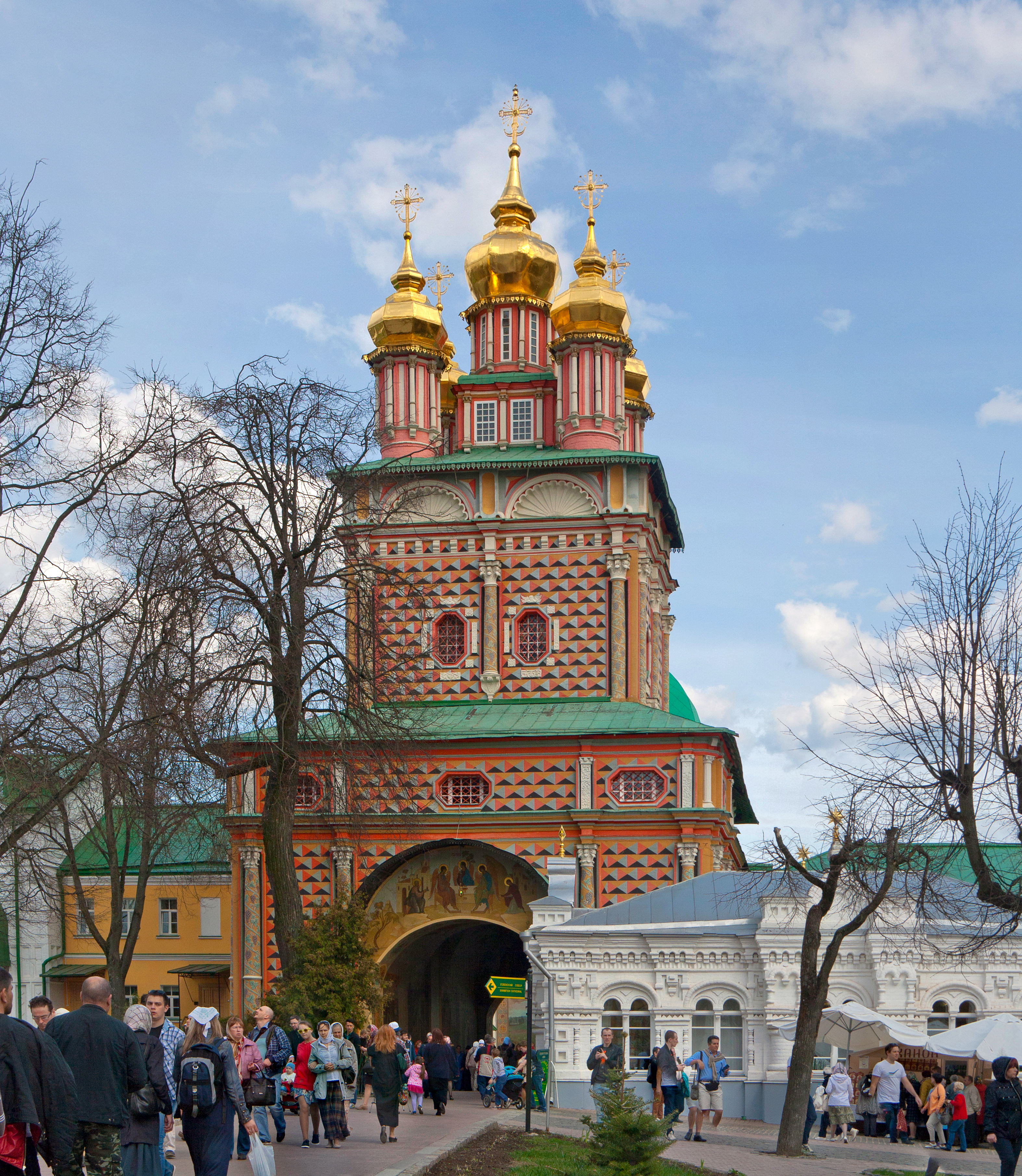
Церковь Рождества Иоанна Предтечи, Троице-Сергиева лавра
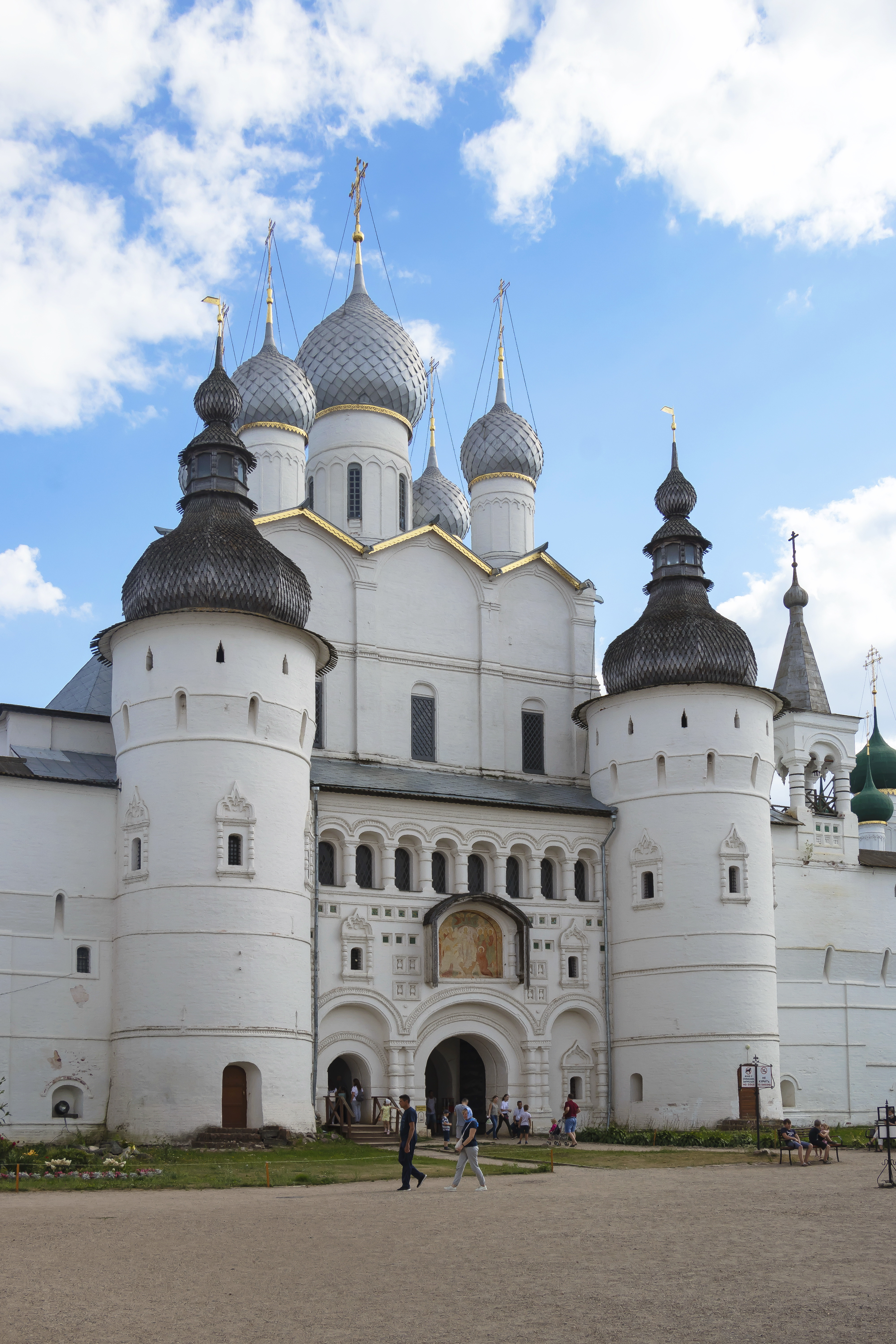
Воскресенская церковь Ростовского кремля
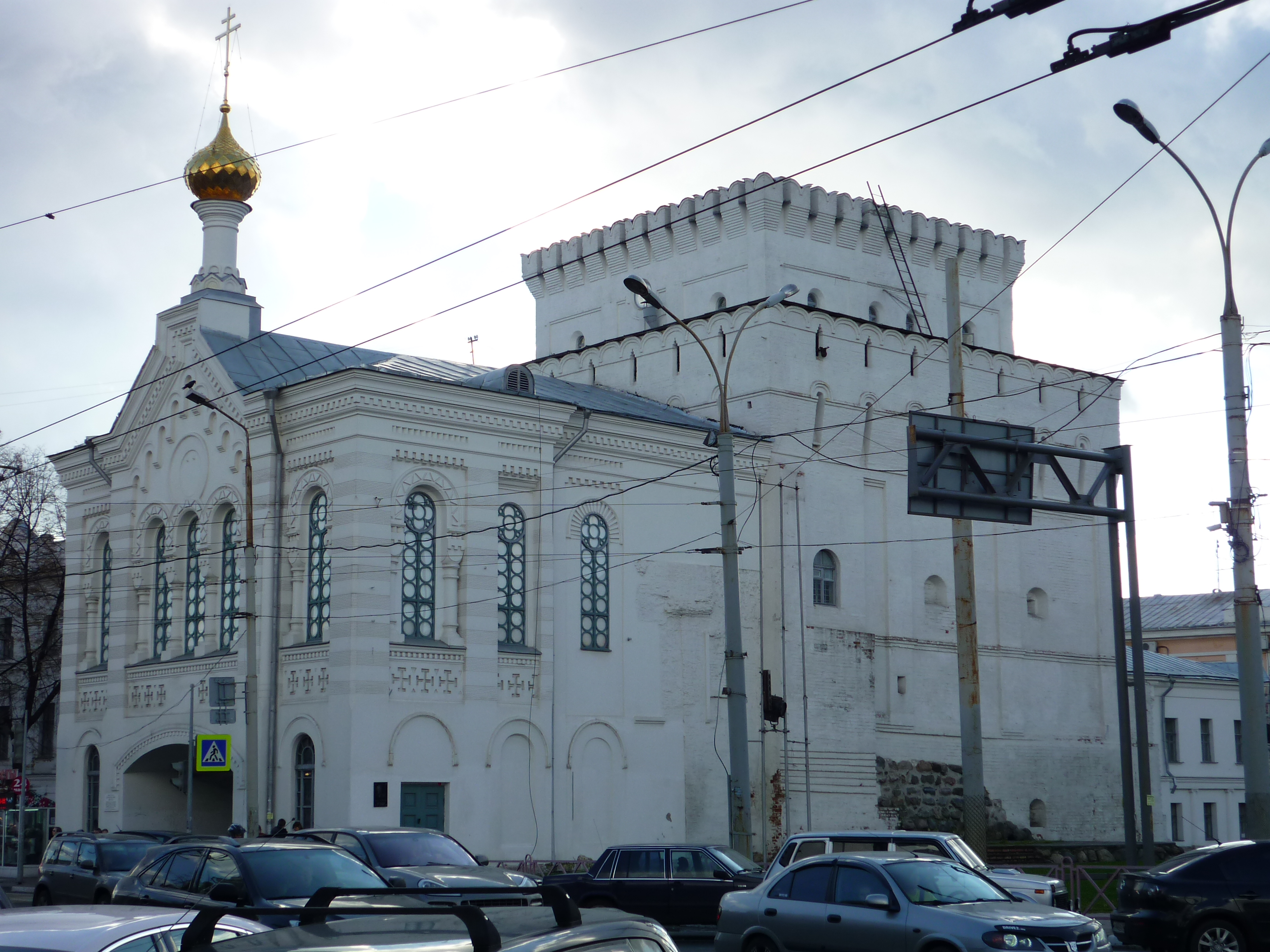
Власьевская башня с церковью Знамения, Ярославль
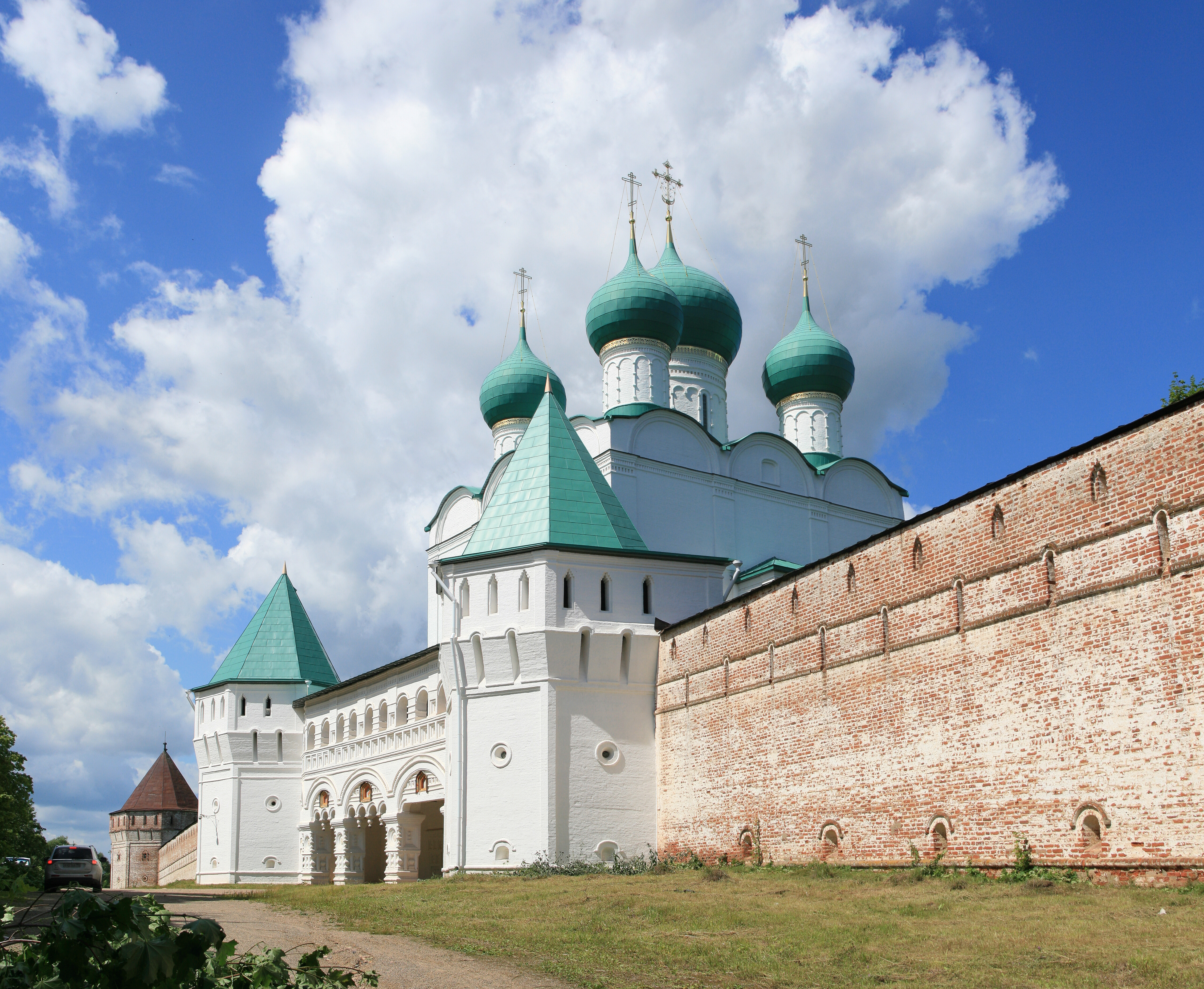
Сергиевская церковь Борисоглебского монастыря (Ростов)
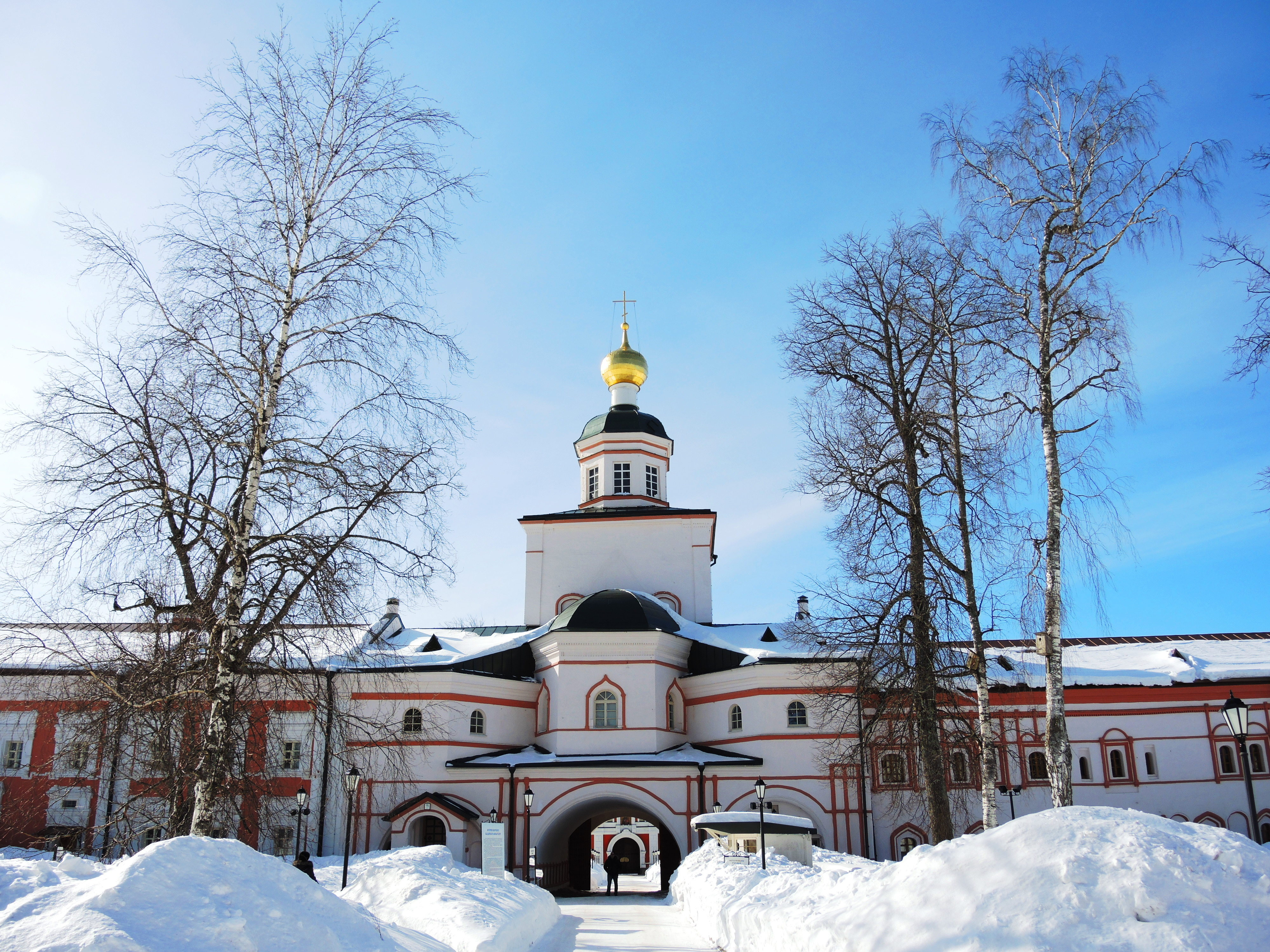
Михайло-Архангельская церковь Валдайского Иверского монастыря
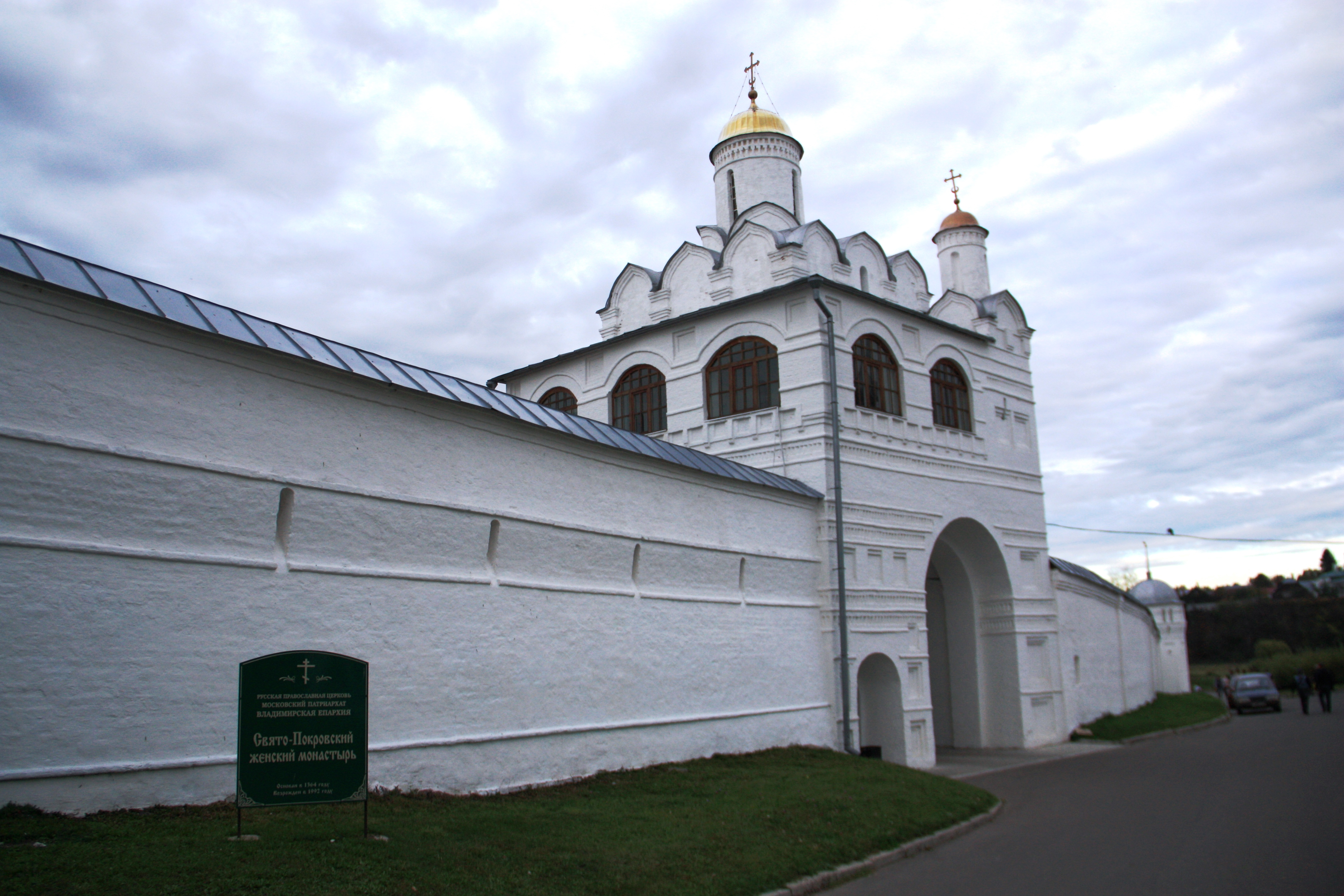
Благовещенская церковь Покровского монастыря (Суздаль)
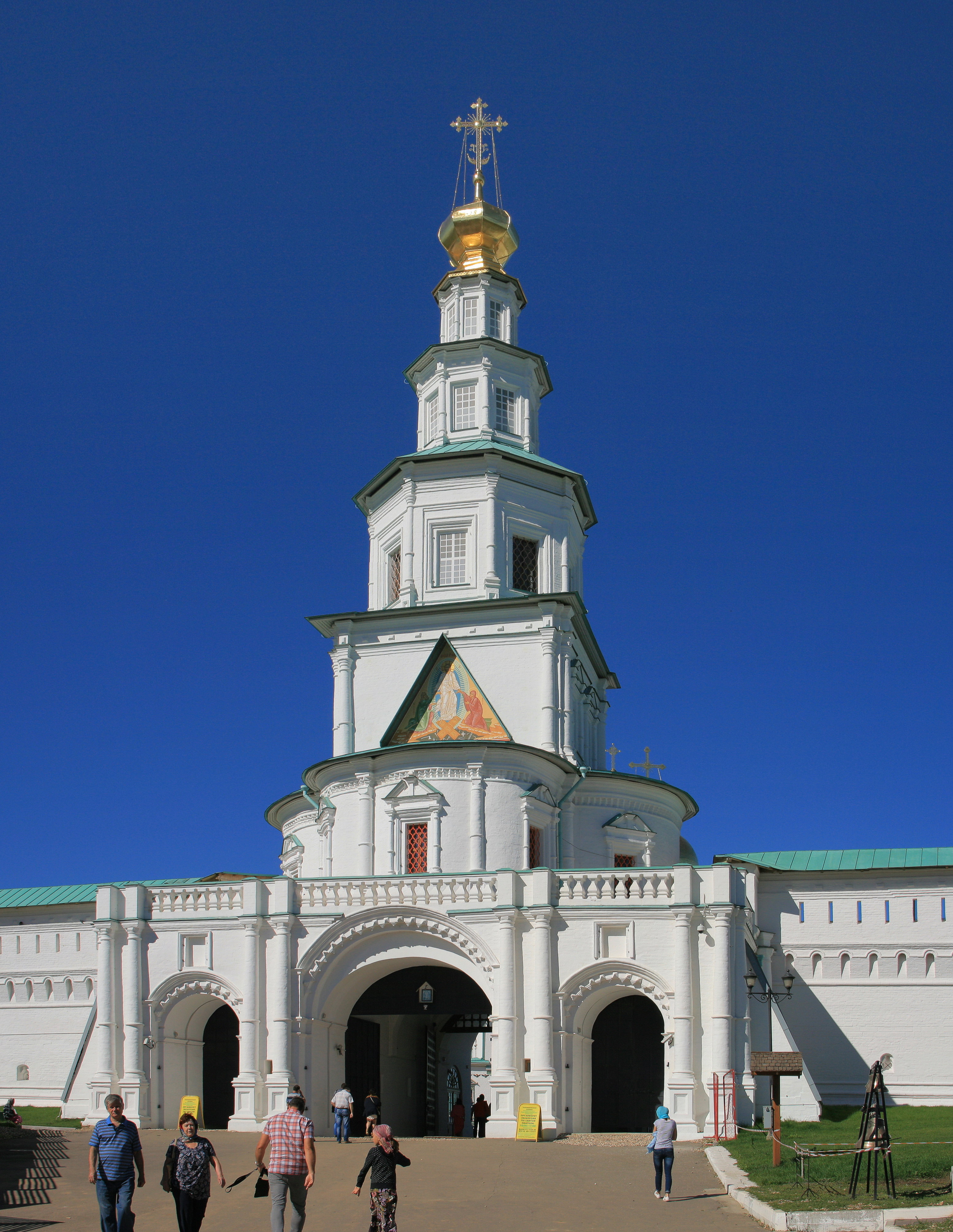
Церковь в честь Входа Господня в Иерусалим, Новоиерусалимский монастырь
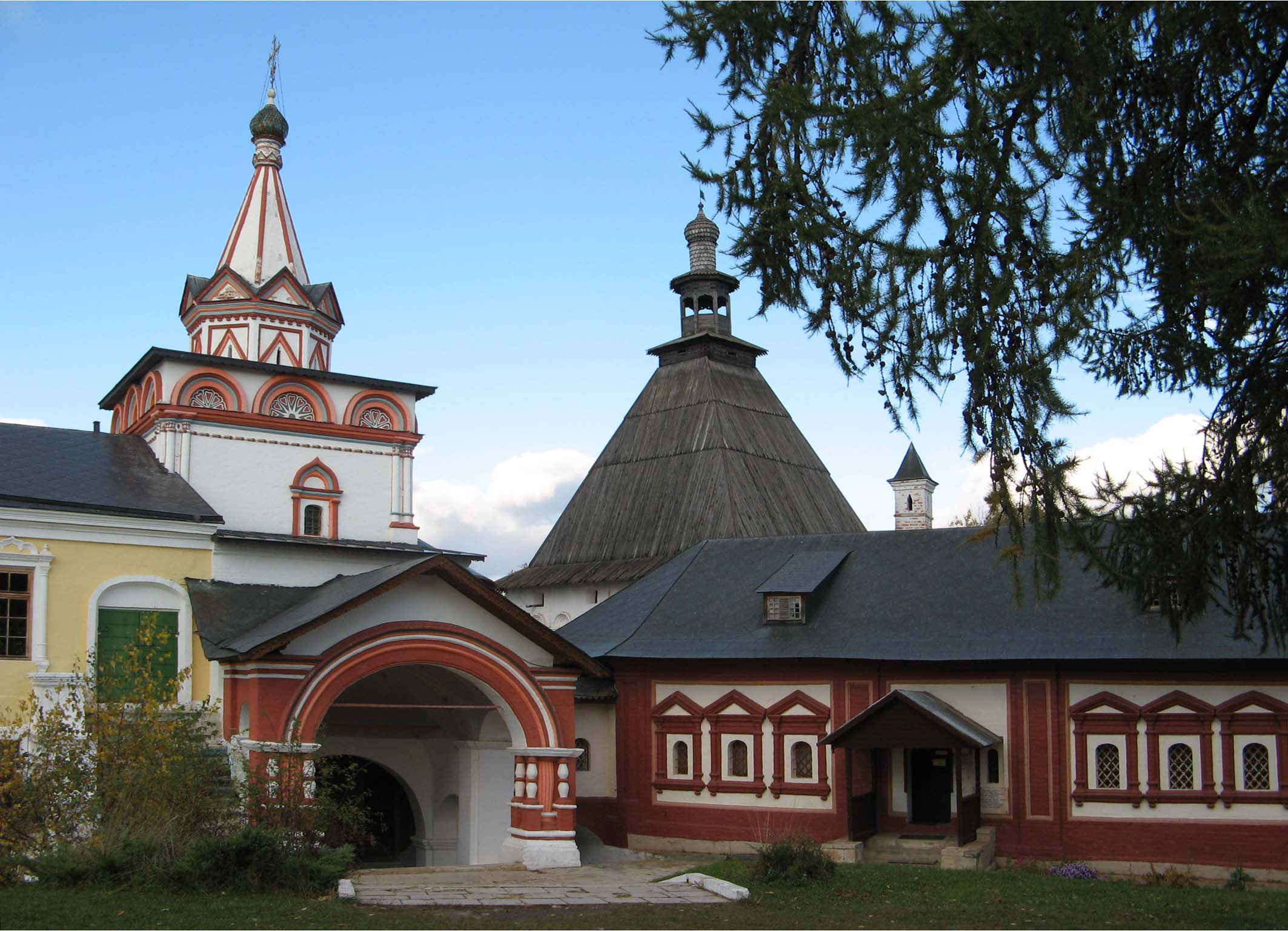
Троицкая церковь Саввино-Сторожевского монастыря
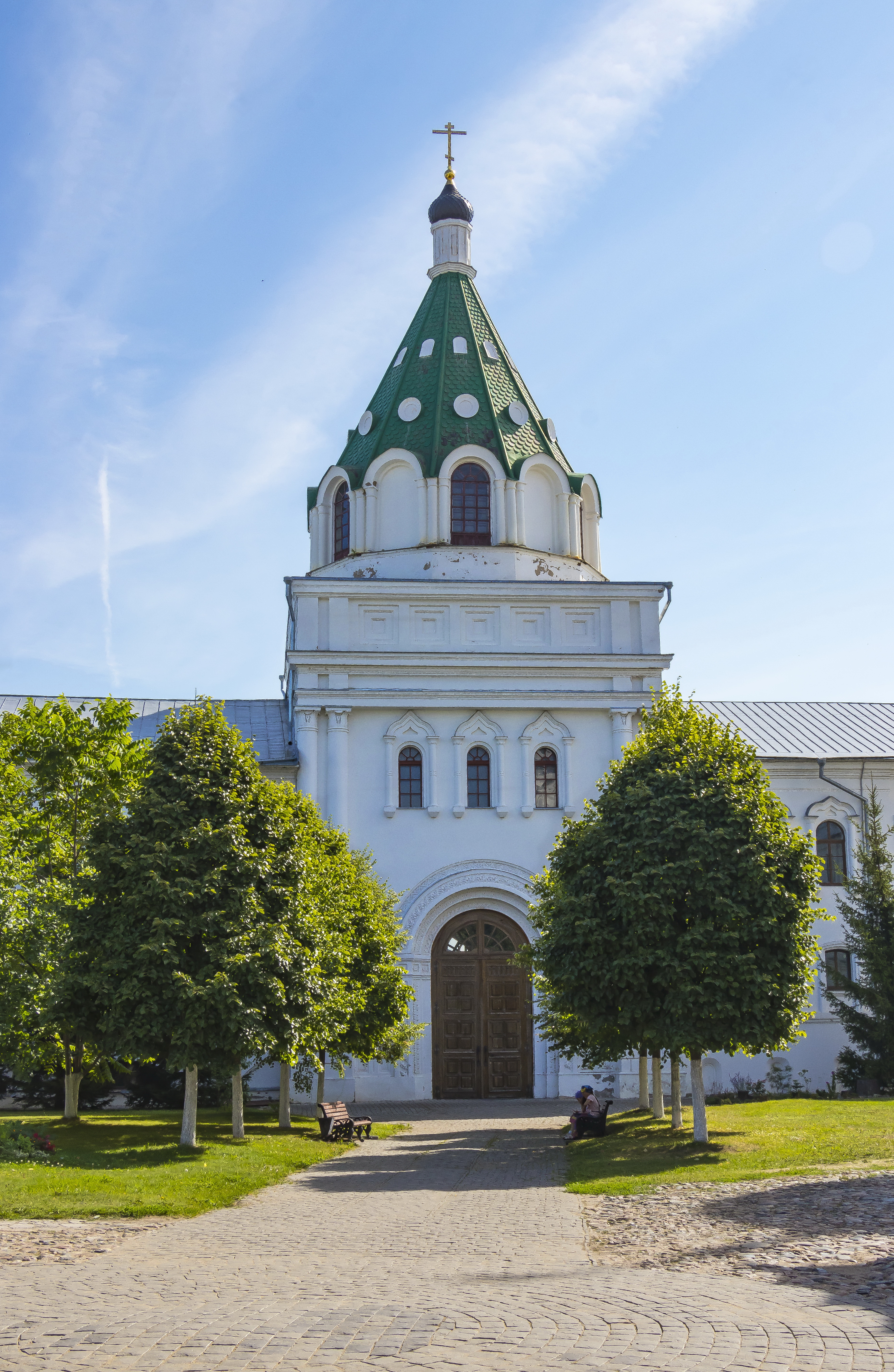
Церковь Хрисанфа и Дарии, Ипатьевский монастырь
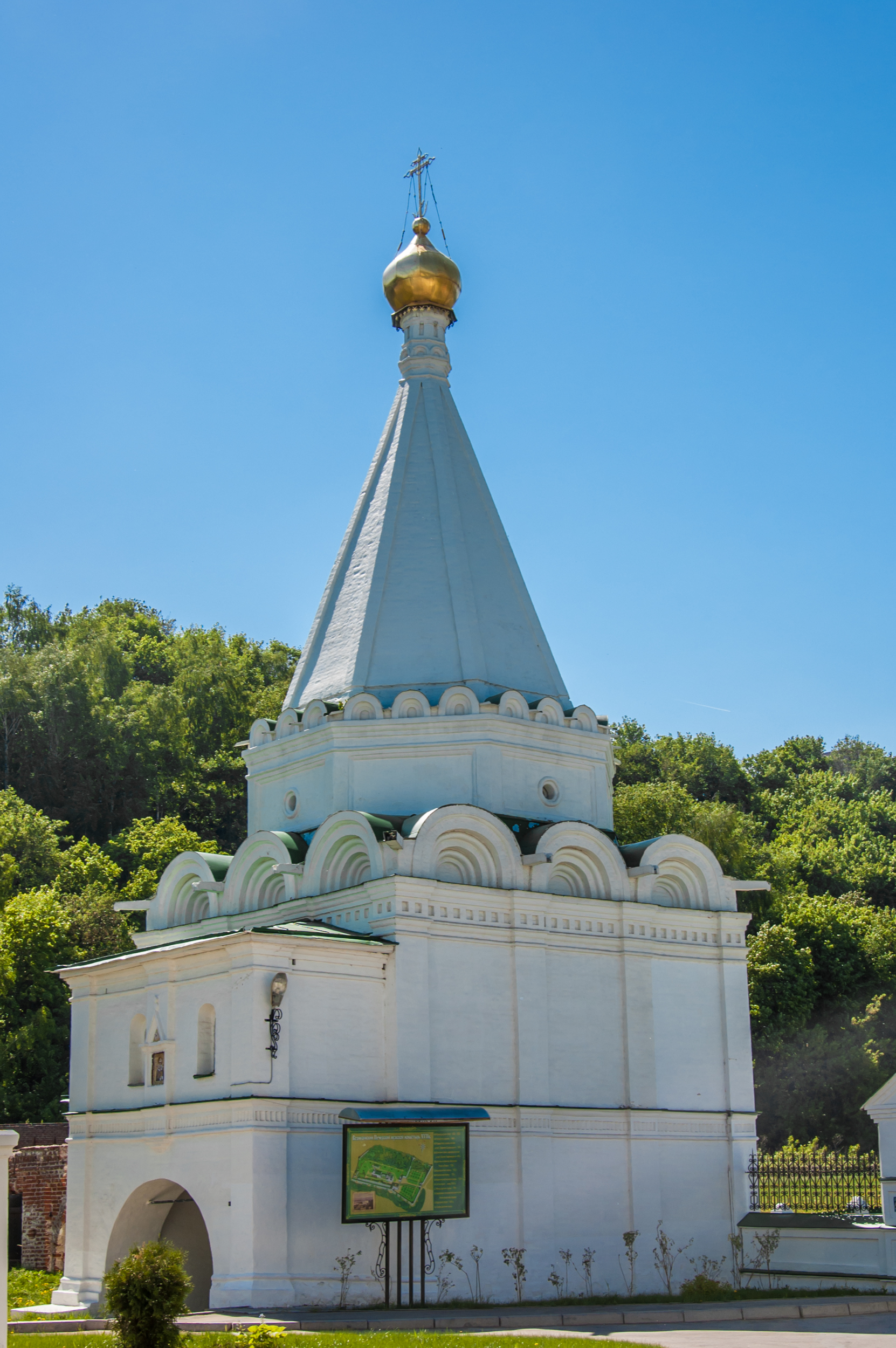
Евфимиевская церковь Печерского монастыря (Нижний Новгород)
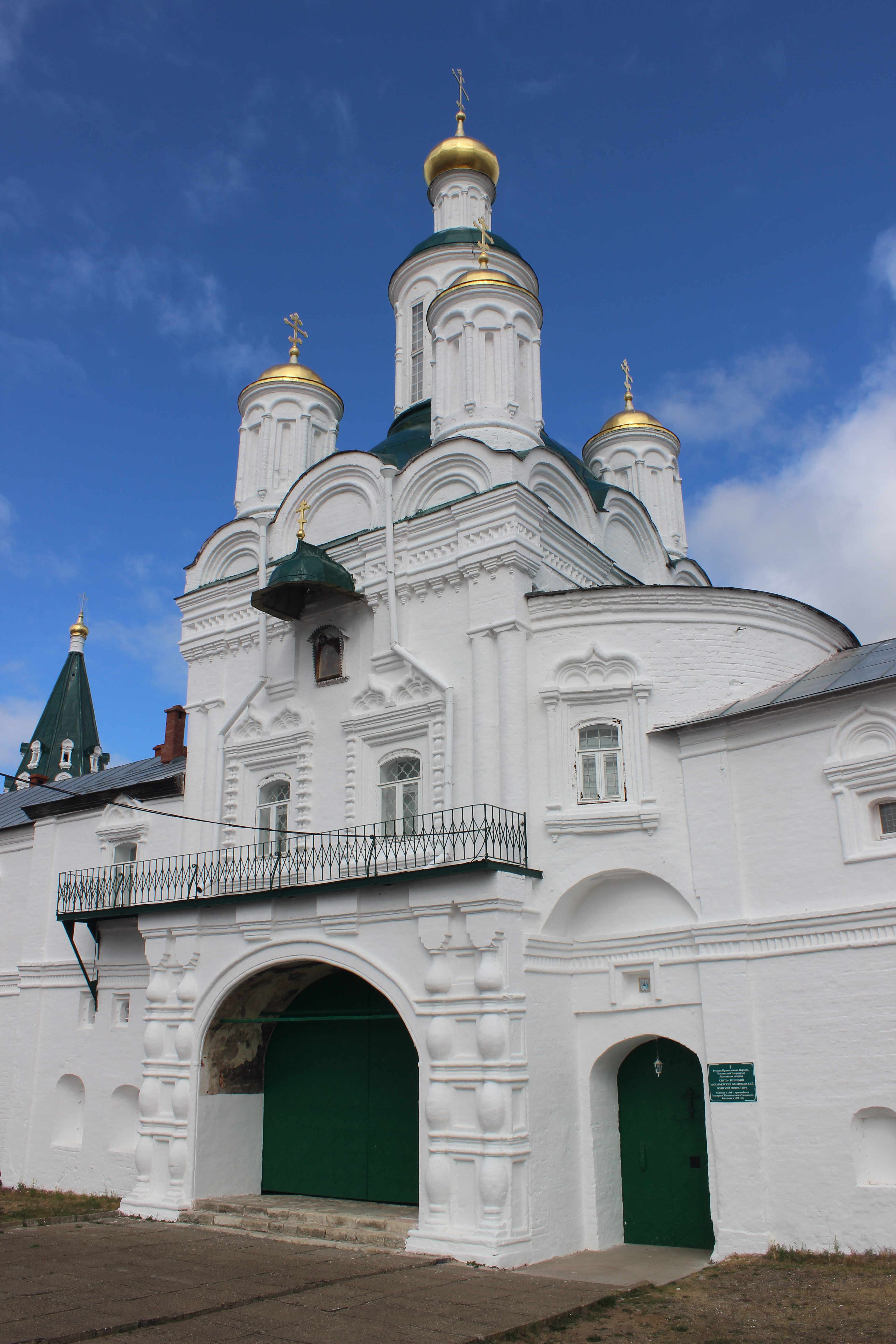
Михайло-Архангельская церковь Желтоводского Макариева монастыря
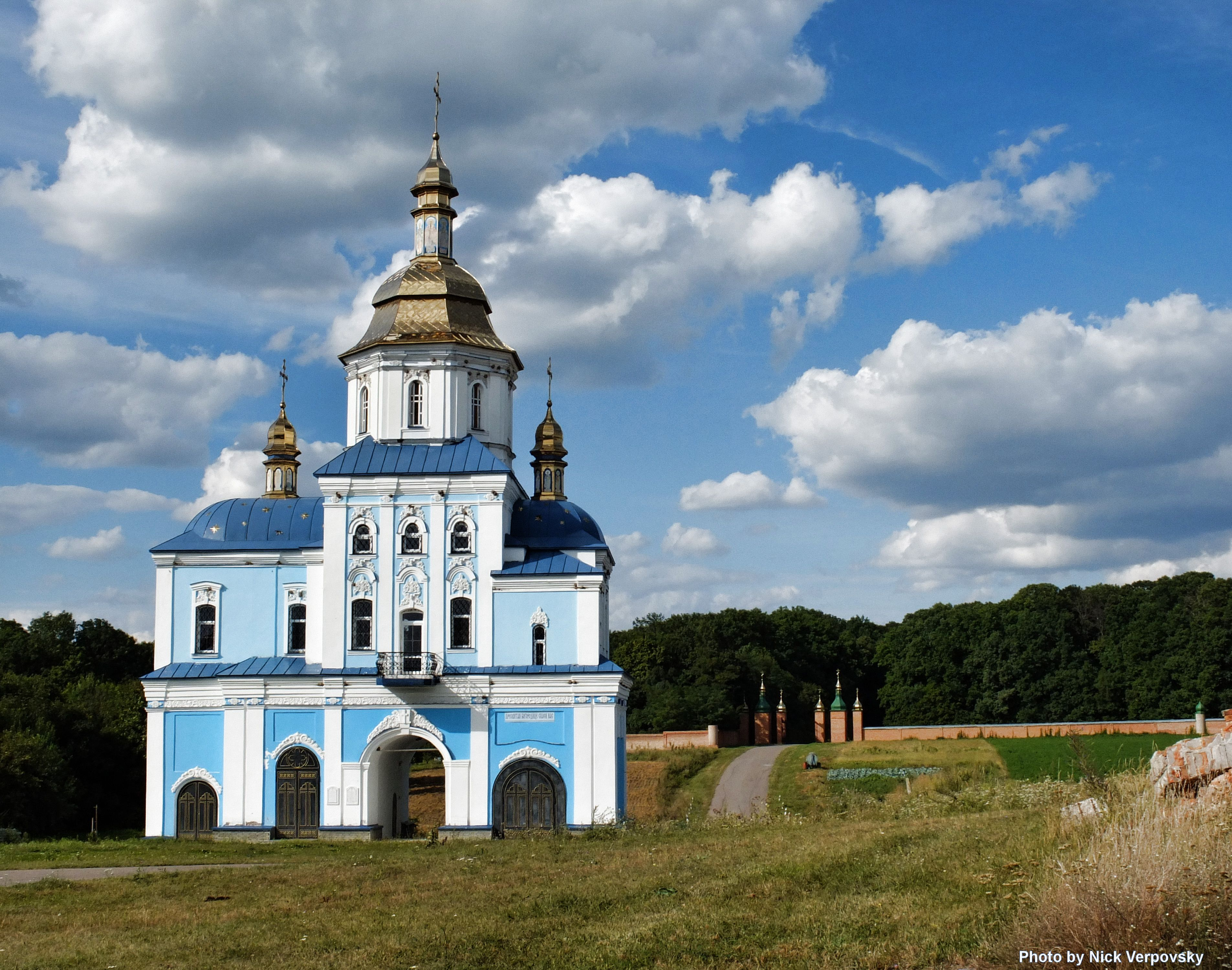
Надвратная церковь Софроновского монастыря (Украина)

## Значение
Надвратная церковь в древнерусском зодчестве имела не только и не столько оборонительное, сколько сакральное значение — призыв к высшим силам, свидетельство внутреннего освящающего присутствия. Она была защитницей ворот и города. Доктор философских наук, директор научно-образовательного центра «Гуманитарная урбанистика» С. С. Аванесов утверждает, что «архитектурная композиция „городские ворота + храм“ возникла на Руси и не имеет византийских исторических прототипов. Надвратный храм является необходимым пространственно-визуальным элементом сакральной символики восточно-христианского города». Надвратные церкви в монастырях возникали, как правило, после того как был построен главный храм, что подтверждает идею о «небесной охране» территории и сакральную важность объекта.
Кандидат архитектуры НовГУ Л. В. Робежник, считает, что символико-смысловое значение иконы, устанавливаемой первоначально над воротами культовых сооружений, заключалась в защите обители и божественного покровительства, а также в идее строительства для неё надвратной церкви над воротами. Она могло быть позаимствована из грузинской обители Иверон с церковью Богоматери. Идея также могла прийти из святогорских восточно-христианских монастырей на Афоне, где в башнях над входными воротами строились небольшие капеллы или часовни. Но эти версии о заимствования, отмечает исследователь, перед постройкой первого надвратного культового сооружения на Руси, а также преемственность архитектурного замысла надвратных церквей как элемента древнерусского зодчества, не имеют общих архитектурных особенностей и элементов, письменных документальных свидетельств и чёткой временной привязки событий. Кроме того, на Руси монастыри не были центрами промышленно-торговой округи и не носили градообразующего и оборонного характера — не было ни одного монастыря XI—XV веков, окружённого крепостными валами и рвами.